# Stukloon
Stukloon is de uitbetaling van arbeidsloon per van tevoren afgesproken eenheid product. Zo kan met een naaister worden afgesproken dat zij per afgeleverd kledingstuk en met een postbezorger dat hij of zij per afgeleverd poststuk wordt betaald.
Stukloon wordt nog nauwelijks betaald omdat het als onrechtvaardig wordt ervaren:
- niet iedereen werkt even hard
- de kwaliteit kan eronder lijden
- de kans op te lang werken is groot
- het is mogelijk dat arbeiders een lager loon ontvangen dan het minimumloon[1]

Tegenover stukloon staat uurloon. Stukloon hoort ook wel bij de oude stroming genaamd: Scientific Management, ook wel wetenschappelijke bedrijfsvoering genoemd.
Ook een combinatie van beide wordt geregeld gebruikt: een vast basisuurloon, met daarbovenop een stukloon of aanmoedigingspremie bij meer dan gemiddelde productie.
Stukloon kan in omstandigheden de enig mogelijke rechtvaardige beloning zijn als de prestatie van de werknemer alleen achteraf gemeten kan worden.
Bijvoorbeeld bij thuiswerkers waarbij de verrichte arbeid bestaat uit eenvoudige handelingen per onderdeel van een product.
Sinds 1 januari 2018 is een werkgever verplicht het minimumloon te betalen als het stukloon over een periode lager is dan het minimumloon van die periode.